# 黒瀬町 (東広島市)
黒瀬町（くろせちょう）は、広島県東広島市にある町。

## 概要
広島県東広島市の南西部に位置し、広島市、呉市、および東広島市西条町と接している。

## 地理

### 山
- 岩幕山（352.2m）
- 小田山（719.1m）
- 石岳山（559m）
- 二ツ山（山頂412.2m。三角点411.9m）
- 茂助山（434m）
- 虚空蔵山（431.2m）
- 前平山（501m）
- 本岳（393m）
- 海老根山（315.2m）
- 金剛山（343.7m）

### 河川
- 黒瀬川
- 竹保川
- 光路川
- 笹野川
- 神洗川
- 猿田川
- イラスケ川

## 大字一覧（黒瀬地区）
黒瀬地区には合計32個の町丁字が存在し、うち17個の大字は「黒瀬町」を冠する。

### 「黒瀬町」を冠する大字
- 市飯田
- 大多田
- 小多田
- 兼沢
- 兼広
- 上保田
- 川角
- 切田
- 国近
- 菅田
- 津江
- 楢原
- 乃美尾
- 丸山
- 南方
- 宗近柳国

### それ以外の町丁字
- 黒瀬春日野
- 黒瀬学園台
- 黒瀬切田が丘
- 黒瀬桜が丘
- 黒瀬楢原北
- 黒瀬楢原西
- 黒瀬楢原東
- 黒瀬松ケ丘

## 歴史

### 沿革
黒瀬町（くろせちょう）は、かつての旧広島県賀茂郡黒瀬町の地域。2005年の合併時に東広島市へと編入され、広島県東広島市黒瀬町となる。

## 行政

### 市役所・支所
- 東広島市役所　黒瀬支所 - 丸山。主な業務内容は、地域振興課、福祉保健課、産業建設課など。

### 消防
- 東広島市消防局 東広島消防署 南分署

## 出先機関

### 広島県
東広島警察署
- 東広島警察署 黒瀬交番

## 経済
脚注

### 第一次産業
農業
呉市や広島都市圏と近く、優良な農地であることを活かした都市近郊型農業を推進している。農地推進地域を設置している。大型スーパーには黒瀬町内の農家が作った野菜や米などが売られている。農業参入企業の誘致を行なっている。
畜産業
肉牛を主とした畜産の振興を行なっている。
主な特産物
- 日本酒
- 黒瀬の牛肉
- なす
- ぶどう
- 黒瀬のたこ焼き

など
酒蔵
- 金光酒造

農林業関連施設
- 黒瀬町森林組合

### 第ニ次産業
工業
黒瀬工業団地に工場が集まる。

### 第三次産業
商業
町内には大型商業施設やコンビニエンスストア、複数のスーパーがある。
主な商業施設
- ゆめタウン黒瀬 - 楢原
- ビッグハウス - 丸山
- ジュンテンドー - 楢原
- ウォンツ - 楢原
- ショージ - 南方
- エブリイひまわり - 菅田
- くすりのレディ - 上保田
- ホームプラザナフコ - 黒瀬春日野

### 工業団地
- 黒瀬工業団地

### 主な工場
- ミモト 東広島工場
- 広島伊丹電機（株） 黒瀬工場
- 株式会社澤井製作所黒瀬工場
- 丸繊（株） 黒瀬工場
- クラボウケミカルワークス株式会社 本社・工場
- （株）大一製作所 黒瀬第二工場
- オーモリテクノス（株） 黒瀬工場
- サンキュー工業（株） 広島工場
- SAKODA 黒瀬工場
- カネカ西日本スチロール（株）広島工場
- イーストコーポレーション（株） 黒瀬工場
- 中国スチール加工（株） 本社工場
- 呉音戸製網（株） 東広島工場
- （有）ライジングテック黒瀬工場
- （有）光進工業 黒瀬工場
- （株）福本鉄工所 黒瀬工場
- 岸工業（株） 黒瀬工場
- ハマダベンディングサービス（株） 黒瀬工場
- （株）久保田鐵工所黒瀬工場
- （株）吉本コーテック 黒瀬工場
- ヤマトフーズ（株） 工場
- （株）こっこー 広島加工センター
- ベンダ工業（株） 黒瀬工場
- ベンダ工業（株） 黒瀬第2工場

など

### 商工会議所・商工会
- 黒瀬商工会

### 農業協同組合
- 広島中央農協 黒瀬支店
- おいしい旬館　となりの農家　黒瀬店
- 広島中央農協黒瀬グリーンセンター
- 農機センター 黒瀬連絡所

### 郵便局
- 黒瀬楢原郵便局 - 楢原
- 黒瀬郵便局 - 菅田
- 下黒瀬郵便局 - 兼沢
- 乃美尾郵便局 - 乃美尾
- 板城郵便局 - 小多田

### 金融機関
- 広島銀行 黒瀬支店 - 川角
- もみじ銀行 黒瀬支店 - 楢原
- 広島市信用組合 黒瀬支店 - 丸山
- 呉信用金庫 黒瀬西支店 - 楢原

## 施設

### 健康福祉施設
- 黒瀬保健福祉センター - 丸山

### 医療機関
主な医療施設
- 岡本内科消化器科 - 兼広
- 国立病院機構賀茂精神医療センター - 南方
- 康成病院 - 楢原
- サザンクリニック - 兼広
- じあん眼科 - 兼広
- 清水医院 - 丸山
- 真愛病院 - 兼広
- 新開医院 - 兼沢
- 野村脳神経外科クリニック - 兼広
- はたの小児科 - 兼広
- 前田医院 - 国近
- 松ケ丘医院 - 東広島市黒瀬松ヶ丘
- むぎ耳鼻咽喉科医院 - 兼広
- 山形内科循環器医院 - 楢原

主な歯科診療所'
- アリス歯科クリニック - 宗近柳国
- かとう歯科クリニック - 楢原
- きっかわ歯科クリニック - 楢原
- 木村歯科医院 - 丸山
- しげもと歯科クリニック - 兼広
- ハズタニ歯科医院 - 乃美尾
- よしおか歯科クリニック - 楢原

### 文化・交流施設
- 東広島市立黒瀬図書館 - 菅田
- 黒瀬生涯学習センター - 菅田。せせらぎホール、せせらぎホールホワイエ、イベントホール、会議室A
- 黒瀬児童館 - 丸山。
- 東広島市黒瀬文化会館 - 乃美尾

### 運動・体育施設
- 黒瀬屋内プール - 楢原
- 東広島市黒瀬B&G海洋センター - 楢原。体育館、 艇庫（丸山87番地1）
- 黒瀬市民グラウンド - 津江
- 黒瀬多目的グラウンド - 宗近柳国

### ゴルフ場
- 広島国際ゴルフ倶楽部 - 南方。設計者は広島県で数多くゴルフ場を設計している福井八十八。

### 都市公園
- 黒瀬中央公園 - 丸山

## 教育

### 教育機関
公立保育所
- 板城西保育所 - 小多田
- 上黒瀬保育所 - 南方
- 中黒瀬保育所 - 丸山
- 暁保育所 - 津江
- 乃美尾保育所 - 津江

幼稚園
- 認定こども園みどりがおかようちえん - 丸山。緑ヶ丘保育園
- ひまわり認定こども園 - 東広島市黒瀬松ヶ丘
- くるみヶ丘幼稚園 - 東広島市黒瀬切田が丘

小学校
- 東広島市立板城西小学校
- 東広島市立上黒瀬小学校
- 東広島市立下黒瀬小学校
- 東広島市立中黒瀬小学校
- 東広島市立乃美尾小学校

中学校
- 東広島市立黒瀬中学校

高等学校
- 広島県立黒瀬高等学校

私立中学校・高等学校
- 武田中学校・高等学校

特別支援学校
- 広島県立黒瀬特別支援学校

大学
- 広島国際大学東広島キャンパス（東広島市黒瀬学園台。広島国際大学東広島キャンパス野球場は黒瀬町）

## 交通

### バス
- JRバス中国[4] 西条線
  - 西条駅（JR山陽本線） - 三升原 - 乃美尾 - 中黒瀬 - （庚） - （広島国際大学） - 郷原 - （広島文化学園大学） - 広交差点 - （広駅） - 呉駅（JR呉線）
  - 西条駅 - 広大西口 - 郷田 - 乃美尾 - 中黒瀬 - 広島国際大学
  - 西条駅 - 東広島駅（JR山陽新幹線） - 三升原 - 乃美尾 - 中黒瀬 - 広島国際大学
- 黒瀬さくらバス[5] - 黒瀬町の地域公共交通コミュニティバス、黒瀬支所を発着地として曜日ごとに計6路線が中国ジェイアールバスによって運行されている

### 道路
高速道路
- E75 東広島呉自動車道
  - (4-1)大多田インターチェンジ - (5)黒瀬インターチェンジ
  - 山陽自動車道高屋ジャンクション（広島空港方面）・国道2号（三原市方面）・山陽新幹線東広島駅方面 / 阿賀インターチェンジ・国道185号（呉市中心部方面）

国道
- 国道375号 - 東広島市西条町方面 / 呉市広方面

県道（主要地方道)
- 広島県道34号矢野安浦線 - 熊野町・広島市安芸区矢野・海田大橋方面 / 呉市安浦方面

一般県道
- 広島県道333号岡郷東市之堂線
- 広島県道334号小多田安浦線
- 広島県道335号津江八本松線 - 通行不能区間あり
- 広島県道336号津江郷原線
- 広島県道338号吉川大多田線

## 宗教施設

### 寺院・仏堂
脚注
- 岩谷地蔵堂
- 浄願寺 - 乃美尾
- 源光寺 - 小多田
- 西福寺 - 楢原
- 本興寺 - 乃美尾
- 西教寺 - 乃美尾。浄土真宗本願寺派。
- 順教寺 - 南方
- 清誓寺 - 国近
- 竹保観音堂
- 慶雲寺 - 南方
- 徳正寺 - 兼沢
- 光岩堂
- 阿弥陀堂 - 大多田
- 不動堂 - 丸山
- 観音堂 - 楢原
- 石養山東光庵観音堂 - 菅田

### 神社・祠
脚注
- 厳島神社 - 楢原
- 八王子神社 - 宗近柳国
- 八幡神社 - 大多田
- 大歳神社
- 東穀荒神社
- 岩谷穀神社
- 古川神社 - 南方
- 河内神社 - 津江
- 稲荷神社 - 津江
- 樋之上八幡神社 - 津江
- 門前神社 - 乃美尾。門前神社の懸仏。
- 保光穀神社 - 乃美尾
- 市之堂榖神社 - 乃美尾
- 鳥堂神社 - 乃美尾
- 田津原神社 - 乃美尾
- 稲生神社 - 大多田
- 水神社 - 国近。二ッ山神社。
- 道免八幡神社 - 小多田
- 大番神社
- 渋神社 - 宗近柳国
- 穀神社 - 通称「作宮」
- 川田迫穀神社 - 宗近柳国
- 伊保山神社 - 宗近柳国
- 竹保穀神社
- 午鼻神社
- 榎野山神社 - 宗近柳国
- 宗近五神社 - 宗近柳国
- 長貫神社
- 稲荷神社 - 大多田
- 真野本神社 - 丸山
- 平和神社 - 丸山
- 赤平神社 - 兼広
- 片山八幡神社 - 兼沢
- 兼沢水神社 - 兼沢
- 宝蔵神社 - 切田
- 川角穀神社 - 川角
- 天満神社 - 菅田
- 三島神社 - 菅田
- 森山神社 - 上保田
- 海老根神社 - 市飯田
- 牛神神社 - 市飯田

### その他の宗教施設
- 黒瀬福音教会 - 乃美尾
- 崇教真光 黒瀬お浄め所 - 丸山

## 文化財

### 登録有形文化財（建造物）国登録
- 金光酒造　「離れ」「瓶詰所」「包装所」「仕込蔵」「貯蔵蔵」「井戸小屋」「門及び塀」「煙突」。

### 市指定重要文化財
脚注
- 内畠暁園襖絵 - 楢原。西福寺。
- 三島神社奉納俳諧額 - 菅田。三島神社。
- 樋之上八幡神社の棟札・絵馬 - 津江。樋之上八幡神社。
- 慶雲寺観音堂厨子 - 南方。慶雲寺。
- 樋之上八幡神社の懸仏 - 津江。樋之上八幡神社。
- 大多田八幡神社の懸仏 - 大多田。大多田八幡神社。
- 門前神社の懸仏 - 乃美尾。門前神社

### 市指定史跡
- 保田古墳群 - 小多田
- 岩幕山古墳 - 宗近柳国

### 市指定天然記念物
- 中黒瀬のセンダン - 丸山。

## 観光
- 陶芸の里 保田窯 - 陶芸体験のできる登り窯のある窯元。映画「恋のしずく」のロケ地。
- 黒瀬ダム - 黒瀬川支流のガガラ川上流に位置する。

### 自然
季節の花
- 黒瀬ダム[10] - 約500本の桜が咲く花見スポット。
- 龍王山総合公園 - 「サクラの丘」には、ソメイヨシノ、オオシマザクラ、ヤエザクラが約80本植えられている
- 黒瀬生涯学習センター - 敷地に76本の桜が植えられている。黒瀬川沿いには芝桜も植えられている。

### 温泉
- スーパー銭湯 雲母の里 - スーパー銭湯の「雲母の里」はブラックシリカの人工温泉で人気があり、常連客も多い。

### レジャー
- 龍王山総合公園[11] - 標高240mの龍王山に設置された総合公園。設備には、散策道、多目的広場、芝生広場、冒険広場、サクラの丘、展望広場、生態観察の森、昆虫の森がある。龍王山に見られる珍しい動植物として、「カスミサンショウウオ(アキサンショウウオ)」や「イシモチソウ」など。

### 美術館
- 其阿弥美術館 - 魅力ある建築「100セレクション」に選ばれた美術館。

## 文化・名物

### 祭事・催事
- 黒瀬ふれあい夏祭り
- 黒瀬町健康福祉まつり

### 名物・名産
- 金光酒造「賀茂金秀」「桜吹雪」 - 明治創業の酒造。
- 香木堂のかりんとう - 広島土産。

## 出身有名人
- 藤本哲子 - 柔道家。黒瀬中学校。
- 日村 勇紀 -  広島県東広島市黒瀬町生まれ。

など

## その他
- 東広島市
- 呉市